# Крис Хјуз
Крис Хјуз (енгл. Chris Hughes рођен 26. новембар 1983) је амерички предузетник и суоснивач сајта Фејсбук, заједно са цимерима са Харварда Марком Цукербергом, Дастином Московицем и Едуардом Саверином. Тренутно је главни уредник у часопису The New Republic, након његове куповине 2012. године.